# Mikel López Iturriaga
Mikel López Iturriaga (Bilbao, Biscaia, 1967), conegut com El Comidista, és un filòleg, periodista i crític gastronòmic espanyol. Des de 2010 escriu un blog en El País, El Comidista.
Després d'estudiar filologia hispànica a la Universitat de Deusto es va mudar a Madrid per continuar amb estudis de màster en periodisme. El 2004 es va traslladar a Barcelona i va començar a estudiar gastronomia a l'Escola d'Hostaleria Hofmann.
Després de passar per la secció musical d'El País de las Tentaciones, va treballar a Loquesea.com i Ya.com. Ha col·laborat a La Vanguardia, Rolling Stone i Marie Claire, i va ser redactor cap del diari ADN fins a principis de 2009. Va crear el blog culinari Ondakín, amb el qual va guanyar el premi al millor bloguer cuiner de 2009 de Canal Cuina. Aquest va ser l'origen del qual seria el projecte que el va fer famós, El Comidista, al diari El País. Ha treballat a Canal+ i a Telemadrid. Va protagonitzar El Comidista TV, un programa gastronòmic emès de juliol a setembre de 2017 a La Sexta. L'any 2018 va passar a formar part de l'equip del programa Liarla Pardo de Cristina Pardo, de la mateixa cadena. El juny de 2018 va estrenar a YouTube el canal denominat El Comidista a EL PAÍS, on setmanalment publicaria vídeos de gastronomia, cuina, nutrició, restaurants, productes, entre altres temes relacionats amb l'alimentació. Des d'octubre de 2020, presenta a La 2 de TVE l'espai Banana Split.
És germà de Juan Manuel López Iturriaga, exjugador de bàsquet i presentador de televisió. Des de 1992 Mikel es declara obertament homosexual.

## Llibres de gastronomia
- Las recetas de el comidista.  Debolsillo, 2011, p. 432. ISBN 9788401347740.
- La cocina pop de El Comidista. 1ª.  Barcelona: Plaza & Janés, 2012, p. 384. ISBN 9788401346538.
- Las 202 mejores recetas del comidista.  Plaza & Janes Editories Sa, 2014, p. 432. ISBN 9788401347153.